# Élections législatives de 1968 en Saône-et-Loire
Les élections législatives françaises de 1968 se déroulent les 23 et 30 juin 1968. Dans le département de Saône-et-Loire, cinq députés sont à élire dans le cadre de cinq circonscriptions.

## Élus
| Circonscription | Député sortant    | Parti | Parti          | Député élu ou réélu | Parti | Parti          |
| --------------- | ----------------- | ----- | -------------- | ------------------- | ----- | -------------- |
| 1re             | Louis Escande     |       | FGDS (SFIO)    | Philippe Malaud     |       | RI             |
| 2e              | Paul Duraffour    |       | FGDS (Radical) | Paul Duraffour      |       | FGDS (Radical) |
| 3e              | Gabriel Bouthière |       | FGDS (Radical) | Henri Lacagne       |       | UDR            |
| 4e              | André Jarrot      |       | UDR            | André Jarrot        |       | UDR            |
| 5e              | Roger Lagrange    |       | FGDS (SFIO)    | Bernard Tremeau     |       | UDR            |

## Résultats

### Résultats à l'échelle du département
| Parti          | Parti                                           | Premier tour | Premier tour | Second tour | Second tour | Sièges |
| Parti          | Parti                                           | Voix         | %            | Voix        | %           | Sièges |
| -------------- | ----------------------------------------------- | ------------ | ------------ | ----------- | ----------- | ------ |
|                | Union pour la défense de la République          | 94 202       | 38,09        | 48 623      | 31,95       | 3      |
|                | Républicains indépendants                       | 24 577       | 9,94         | 28 872      | 18,97       | 1      |
|                | Modérés                                         | 2 824        | 1,14         |             |             | 0      |
|                | Union des républicains de progrès               | 121 603      | 49,17        | 77 495      | 50,92       | 4      |
|                |                                                 |              |              |             |             |        |
|                | Parti radical                                   | 38 378       | 15,52        | 30 307      | 19,92       | 1      |
|                | Section française de l'Internationale ouvrière  | 29 296       | 11,84        | 44 373      | 29,16       | 0      |
|                | Convention des institutions républicaines       | 9 302        | 3,76         |             |             | 0      |
|                | Fédération de la gauche démocrate et socialiste | 76 976       | 31,12        | 74 680      | 49,08       | 1      |
|                |                                                 |              |              |             |             |        |
|                | Parti communiste français                       | 46 367       | 18,75        | Retrait     | Retrait     | 0      |
|                | Parti socialiste unifié                         | 2 385        | 0,96         |             |             | 0      |
|                |                                                 |              |              |             |             |        |
| Inscrits       | Inscrits                                        | 329 466      | 100,00       | 206 350     | 100,00      | 5      |
| Abstentions    | Abstentions                                     | 77 735       | 23,59        | 52 171      | 25,28       |        |
| Votants        | Votants                                         | 251 731      | 76,41        | 154 179     | 74,72       |        |
| Blancs et nuls | Blancs et nuls                                  | 4 400        | 1,75         | 2 004       | 1,3         |        |
| Exprimés       | Exprimés                                        | 247 331      | 98,25        | 152 175     | 98,7        |        |

### Résultats par circonscription

#### Première circonscription (Mâcon)
| Candidat       | Candidat              | Parti          | Premier tour | Premier tour | Second tour | Second tour |  |
| Candidat       | Candidat              | Parti          | Voix         | %            | Voix        | %           |  |
| -------------- | --------------------- | -------------- | ------------ | ------------ | ----------- | ----------- |  |
|                | Philippe Malaud élu   | RI (URP)       | 24 577       | 49,51        | 28 872      | 56,44       |  |
|                | Louis Escande sortant | FGDS (SFIO)    | 13 582       | 27,36        | 22 286      | 43,56       |  |
|                | Eugène Cureau         | PCF            | 9 097        | 18,33        | Retrait     | Retrait     |  |
|                | Jean Chatelet         | PSU            | 2 385        | 4,8          |             |             |  |
|                |                       |                |              |              |             |             |  |
| Inscrits       | Inscrits              | Inscrits       | 68 430       | 100,00       | 68 420      | 100,00      |  |
| Abstentions    | Abstentions           | Abstentions    | 18 056       | 26,39        | 16 490      | 24,1        |  |
| Votants        | Votants               | Votants        | 50 374       | 73,61        | 51 930      | 75,9        |  |
| Blancs et nuls | Blancs et nuls        | Blancs et nuls | 733          | 1,46         | 772         | 1,49        |  |
| Exprimés       | Exprimés              | Exprimés       | 49 641       | 98,54        | 51 158      | 98,51       |  |

#### Deuxième circonscription (Charolles)
| Candidat       | Candidat                     | Parti          | Premier tour | Premier tour | Second tour | Second tour |  |
| Candidat       | Candidat                     | Parti          | Voix         | %            | Voix        | %           |  |
| -------------- | ---------------------------- | -------------- | ------------ | ------------ | ----------- | ----------- |  |
|                | Paul Duraffour sortant réélu | FGDS (Radical) | 24 547       | 45,81        | 30 307      | 58,59       |  |
|                | P. Mathieu                   | UDR (URP)      | 20 458       | 38,18        | 21 419      | 41,41       |  |
|                | François Chapuis             | PCF            | 8 578        | 16,01        | Retrait     | Retrait     |  |
|                |                              |                |              |              |             |             |  |
| Inscrits       | Inscrits                     | Inscrits       | 69 919       | 100,00       | 69 912      | 100,00      |  |
| Abstentions    | Abstentions                  | Abstentions    | 15 379       | 22           | 17 501      | 25,03       |  |
| Votants        | Votants                      | Votants        | 54 540       | 78           | 52 411      | 74,97       |  |
| Blancs et nuls | Blancs et nuls               | Blancs et nuls | 957          | 1,75         | 685         | 1,31        |  |
| Exprimés       | Exprimés                     | Exprimés       | 53 583       | 98,25        | 51 726      | 98,69       |  |

#### Troisième circonscription (Autun - Le Creusot)
|                | Henri Lacagne élu         | UDR (URP)      | 24 318 | 50,56  |  |  |  |
|                | Gabriel Bouthière sortant | FGDS (Radical) | 13 831 | 28,76  |  |  |  |
|                | Rémy Boutavant            | PCF            | 9 950  | 20,69  |  |  |  |
|                |                           |                |        |        |  |  |  |
| Inscrits       | Inscrits                  | Inscrits       | 61 285 | 100,00 |  |  |  |
| Abstentions    | Abstentions               | Abstentions    | 12 181 | 19,88  |  |  |  |
| Votants        | Votants                   | Votants        | 49 104 | 80,12  |  |  |  |
| Blancs et nuls | Blancs et nuls            | Blancs et nuls | 1 005  | 2,05   |  |  |  |
| Exprimés       | Exprimés                  | Exprimés       | 48 099 | 97,95  |  |  |  |

#### Quatrième circonscription (Chalon-Sud - Montceau-les-Mines)
|                | André Jarrot sortant réélu | UDR (URP)      | 27 332 | 57,46  |  |  |  |
|                | André Faivre               | PCF            | 10 931 | 22,98  |  |  |  |
|                | Daniel Malingre            | FGDS (CIR)     | 9 302  | 19,56  |  |  |  |
|                |                            |                |        |        |  |  |  |
| Inscrits       | Inscrits                   | Inscrits       | 61 811 | 100,00 |  |  |  |
| Abstentions    | Abstentions                | Abstentions    | 13 404 | 21,69  |  |  |  |
| Votants        | Votants                    | Votants        | 48 407 | 78,31  |  |  |  |
| Blancs et nuls | Blancs et nuls             | Blancs et nuls | 842    | 1,74   |  |  |  |
| Exprimés       | Exprimés                   | Exprimés       | 47 565 | 98,26  |  |  |  |

#### Cinquième circonscription (Chalon-Nord - Louhans)
| Candidat       | Candidat               | Parti          | Premier tour | Premier tour | Second tour | Second tour |  |
| Candidat       | Candidat               | Parti          | Voix         | %            | Voix        | %           |  |
| -------------- | ---------------------- | -------------- | ------------ | ------------ | ----------- | ----------- |  |
|                | Bernard Tremeau élu    | UDR (URP)      | 22 094       | 45,61        | 27 204      | 55,19       |  |
|                | Roger Lagrange sortant | FGDS (SFIO)    | 15 714       | 32,44        | 22 087      | 44,81       |  |
|                | André Faivre           | PCF            | 7 811        | 16,12        | Retrait     | Retrait     |  |
|                | Paul Vahé              | Modérés        | 2 824        | 5,83         |             |             |  |
|                |                        |                |              |              |             |             |  |
| Inscrits       | Inscrits               | Inscrits       | 68 021       | 100,00       | 68 018      | 100,00      |  |
| Abstentions    | Abstentions            | Abstentions    | 18 715       | 27,51        | 18 180      | 26,73       |  |
| Votants        | Votants                | Votants        | 49 306       | 72,49        | 49 838      | 73,27       |  |
| Blancs et nuls | Blancs et nuls         | Blancs et nuls | 863          | 1,75         | 547         | 1,1         |  |
| Exprimés       | Exprimés               | Exprimés       | 48 443       | 98,25        | 49 291      | 98,9        |  |